# Ataenius insularis
Ataenius insularis är en skalbaggsart som beskrevs av Lea 1923. Ataenius insularis ingår i släktet Ataenius och familjen Aphodiidae. Inga underarter finns listade.